# Bender (krater)
För andra betydelser, se Bender (olika betydelser).
Bender är en nedslagskrater med en diameter på 40 kilometer, på planeten Venus. Bender har fått sitt namn efter författarinnan Heidi Julia Bender.